# Kennet Andersson
Kennet Andersson (Eskilstuna, 1967. október 6. –) svéd labdarúgó, az 1994-ben a világbajnokságon bronzérmes svéd válogatott kulcsjátékosa.
A svéd válogatottban Andersson 83 alkalommal lépett pályára és 31 gólt szerzett, így őt csak négy játékos előzi meg a válogatott mindenkori góllövőlistáján. Játszott az 1992-es és a 2000-es Európa-bajnokságon is. Öt góllal ő volt a svédek legjobb góllövője az 1994-es világbajnokságon, ahol válogatottja a bronzérmet szerezte meg, őt pedig csak Hriszto Sztoicskov és Oleg Szalenko előzte meg a torna góllövőlistáján.

## Sikerei, díjai

### Klubokkal
IFK Göteborg
- Svéd bajnok: 1990, 1991
- Svéd kupa: 1991

Bologna
- Intertotó-kupa: 1998

Lazio
- UEFA-szuperkupa: 1999

Fenerbahçe
- Török bajnok: 2001
- Török kupa: Ezüstérmes 2001

### Válogatottal
- Világbajnokság: Harmadik hely 1994

| Előző Kaj Eskelinen | az Allsvenskan gólkirálya 1991 | Következő Hans Eklund |